# Ganon
Ganon (ガノン, Ganon), també conegut com a Ganondorf (ガノンドロフ, Ganondorofu) en la seva forma Gerudo, equivalent a humana, l'anomenat Gran Rei Malvat o el Senyor de les Tenebres, és un personatge fictici de la franquícia de videojocs de The Legend of Zelda, creada per Shigeru Miyamoto, el 1986, títol com el primer joc de la saga, The Legend of Zelda. És el principal antagonista de la franquícia. Ganondorf és un Dark Lord (Senyor Fosc), un malvat de ficció molt poderós amb grans poders màgics i grans exèrcits preparats per la dominació d'Hyrule i de l'univers.
Ganondorf era el rei de la raça de lladres Gerudo, que vivien al desert a l'oest d'Hyrule. Segrestava la Princess Zelda amb freqüència. Aquest personatge va ser introduït a la saga amb el nom de Ganon, però no va ser fins a 1998, amb el videojoc d'Ocarina of Time que va aparèixer amb el nom de Ganondorf. Aquest és el principal antagonista de la saga, i un dels malvats més complexos creats en la història dels videojocs. La referència Gannon és errònia.
Ganondorf, el malvat emperador del Dark World, és també un poderós fetiller o mag, els poders màgics del qual augmentaren considerablement gràcies a la Triforce del Poder. Posseeix també una força física descomunal, molt superior a la del jove protagonista Link i és també un gran espadatxí com s'ha pogut demostrar en The Wind Waker i en Twilight Princess.
En cada aparició que fa Ganon els jocs de Zelda, sempre és el boss final (Enemic final). Ganon utilitzà la seva màgia en combat contra Link i emplea aquesta energia mística contra aquest. També utilitzà la seva forma bruta per emprar cops i arts de lluita contra el protagonista, tot i que l'especialitat de Ganon, és la màgia negra.

## Atributs

### Descripció
Ganon s'ha descrit com l'epítom de ràbia, odi i enveja, la personificació del mal. Començava la seva vida i existència sent humà Gerudo anomenat Ganondorf, però el seu cor era tan vil que la lletgesa dins de la qual s'aguantava ja no podria contenir-se. Ell es descriu com a canalla amb una set per al poder, i en jocs anteriors com A Link to the Past, se'l caracteritzava simplement com a tirà enfadat de poder. Des de llavors, se l'ha descrit amb més complexitat en alguns dels jocs posteriors, com The Wind Waker, que proporcionen una raó més comprensible per la vilania de Ganon. El seu aspecte ha canviat dràsticament des de la seva primera aparició. Els papers de Ganon s'estenen de bèstia salvatge, tirà maquiavèl·lic, i déu entitat; a vegades, se'l veu com a mescla dels tres: lo que li converteix en el malvat perfecte.
Ganondorf és un fetiller impressionant amb una força física immensa i poder místic, complementat per la seva sagacitat inigualada i recursos. Durant els jocs, així com la manipulació d'altres, Ganondorf entrava a la possessió de Triforce de Poder (encara que el seu objectiu era reclamar la Triforce en la seva totalitat). La Triforce de Poder és un artefacte de poder místic il·limitat, sent la seva font l'essència divina Din. Les seves habilitats, tant físiques com místiques, s'augmenten per posseir dit artefacte dels déus, així com les proporcions a causa de la influència de l'artefacte. Com a tal, Ganondorf convé al més fort mortal en l'existència, demostrant habilitats com ser invulnerable, força física insondable, i poder místic inigualat, sent el fetiller més poderós i inigualable de l'univers.
La Triforce of Power també concedeix immortalitat virtual a Ganondorf; utilitzant el seu poder, ha suportat ferides mortals (com fer que sigui foradat per una espasa al seu cor), només els altres portadors de la Triforce poden rivalitzar amb ell. Qualsevol intent de matar Ganon, sense tenir en compte la seva natura, és en el fons va; l'essència de la Triforce de Poder li fa pràcticament invencible eficaçment. L'única excepció a aquesta regla és la Master Sword: és l'única arma que pot fer mal a Ganondorf, i l'únic mitjà pels quals pot ser matat. Això és causa de la seva natura dolenta. En el combat, sovint utilitza una força bestial per aclaparar el seu adversari, i pren plaer a matar els seus adversaris amb les seves mans nues. A més a més a la seva força increïble i habilitats màgiques, Ganondorf ha demostrat que ell és molt talentós sent un espadatxí, com vist en la lluita final entre Ganondorf i Link a The Wind Waker i Twilight Princess.

### Nom
Des de la seva primera aparició, el nom de Ganon ha provocat molta confusió. En la seva primera aparició, The Legend of Zelda (1986), el seu nom es lletrejava com "Gannon". Aquesta ortografia s'utilitzava només tres vegades, una altra vegada en la versió japonesa de Zelda II: The Adventure of Link, i en els videojoc de CD Rom no oficial de Zelda. "Ganondorf" es donava com el nom original del caràcter en A Link to the Past, i l'humanoide Ganondorf d'Ocarina of Time era conegut exclusivament per aquell nom, amb l'excepció que el seu castell es conegués com a "Ganon's Castle" i la seva transformació al final del joc. El nom "Ganondorf" només s'utilitza per referir-se a la forma humana del personatge, mentre que "Ganon" s'utilitza per referir-se a la bestia.
D'altra banda, al manual d'instruccions del videojoc The Legend of Zelda: A Link to the Past, hom esmentava que el cognom d'en Ganondorf era Dragmire. Tot i això, aquesta informació és considerada no canònica.

### Actors de doblatge
Mentre que els actors de doblatge de veu mai no s'han utilitzat per a les parts de bocavulització en la sèrie, s'han necessitat per a diversos sons, crits iexpressions, durant batalla. Takashi Nagasako era l'actor de veu per a Ganon a l'Ocarina of Time i repetir el paper de Ganon per a Super Smash Bros. Melee i The Wind Waker, però no tornaria a la Twilight Princess que en canvi, a Hironori Miyata se li donava el paper de doblatge de veu de Ganon (així com la veu de l'antagonista Zant en la seva expressió de veu més greu) i a Super Smash Bros. Brawl.

## Aparicions
Des que la sèrie vara començar, Ganon ha pres el paper de l'antagonista primari. Com a tal, ha aparegut en gairebé tots els jocs en la sèrie, algunes de la qual amaguen la seva existència fins tard en el joc. Quan no apareix, el paper d'antagonistes és omplert per un altre caràcter, com Majora a Majora's Mask, i Vaati tant a The Minish Cap com a Four Swords. En el Link Awakening, Dethl (la forma física dels Nightmares del Wind Fish) omple el paper de l'antagonista. Durant la batalla final, Dethl assumeix unes quantes formes, totes les quals es basen de malvats i criatures del passat de Link. Mentre que Ganon no omple el paper de l'antagonista en aquest joc, una de les formes de Dethl s'anomena "Ganon's Shadow" i es construeix des de les memòries de Link de la seva batalla.
| Títol                              | Aparició      | Consola        | Forma             |
| ---------------------------------- | ------------- | -------------- | ----------------- |
| The Legend of Zelda (1986)         | 1986 – 1987 – | NES            | Ganon             |
| The Adventure of Link              | 1987 – 1988 – | NES            | Ganon             |
| A Link to the Past                 | 1991 – 1992 – | Super Nintendo | Ganon             |
| Link's Awakening                   | 1993 –        | Game Boy       | Ganon             |
| Ocarina of Time                    | 1998 –        | Nintendo 64    | Ganondorf / Ganon |
| Oracle of Ages / Oracle of Seasons | 2001 –        | Game Boy Color | Ganon             |
| The Wind Waker                     | 2002 – 2003 – | GameCube       | Ganondorf         |
| Four Swords Adventures             | 2004 – 2005 – | GameCube       | Ganon             |
| Twilight Princess                  | 2006 –        | GameCube / Wii | Ganondorf / Ganon |

### 1986-1996

#### The Legend of Zelda (1986)
A The Legend of Zelda (1986), Ganon feia la seva primera aparició. Després d'anys de presó al Dark World, Ganon, el Prince of Darkness, aconseguia escapar-se. Amb un exèrcit dels seus seguidors, aviat envaïa la terra de Hyrule i robaria la Triforce of Power. Amb el poder de la Triforca, Ganon desitjava submergir el món a foscor i témer sota el seu control. Per protegir el regne d'aquest destí, la Triforce of Wisdom es destrossava a vuit peces, cada un ocult a una localització diferent dins de Hyrule. Aquest esforç d'última hora era aconseguit per la Princesa de Hyrule, Zelda. Tement que els seus esforços no serien prou, la princesa li enviava a la seva criada, Impa, per buscar un home amb prou valor per derrotar Ganon, i vèncer el seu regnat de terror i caos.
Després d'assabentar-se de les accions de la princesa, Ganon segrestava Zelda, la tancava en el seu Castell en la Death Mountain, i enviava un grup de les seus seguidors darrere d'Impa. Quan els seguidors trobaven l'Impa i tot semblava perdut, un heroi anomenat Link semblava rescatar-la. Tement per les seves vides, les criatures fugien. El fracàs de les criatures que seguien segellava el destí del seu mestre. Quan el viatge d'en Link finalment el portava a la Death Mountain, un Ganon invisible lluitava contra l'heroi. Malgrat els poders de Ganon, Link gestionat per derrotar el King of Evil amb les Silver Arrows llegendàries. Ara que el seu mestre era mort, els seguidors s'omplien de revenja.

#### The Adventure of Link
A The Aventure of Link, els seguidors de Ganon intentaven matar Link (aquell que havia matat a Ganon) per reactivar el seu mestre escampant la sang de Link en Ganon. Segons un malvat bruixot, seguidor de Ganon (del qual no se sap el nom), per ressuscitar a Ganon s'havia de matar a Link i amb la seva sang recol·lectar-la i col·locar aquesta en les restes de Ganon. Així el malvat tornaria. Encara que no apareixia, per tot el joc se'l veia la seva figura fosca en el Game Over, amb un riure i amb la frase següent: Ganon's Return.

#### A Link to the Past
A A Link to the Past, Ganondorf era un poderós mag amb molts seguidors usuaris de la màgia negra. Intentaren infiltrar-se al Sacred Realm en busca de la llegendària Triforce, el Golden Power. Finalment després d'instaurar el caos en Hyrule, o aconseguiren. Allí en el Sacred Realm, Ganondorf matà els seus seguidors sense escrúpols. Amb les mans tacades de sang dels seus homes, troba la Triforce i demana el seu desig: governar el món. La Triforce, després de demanar el seu desig, li permetí transformar el Sacred Realm en el Dark World. Amb els seus nous poders adquirits és transformar en Ganon. Atrací amb els poders obscurs a molts éssers malvats i els convertí en part del seu imponent exèrcit. Així amb els seus seguidors intenta envair Hyrule, el Light World. Però, això no obstant, Ganon fracassar i fou tancat en el Dark World pels Seven Sages Hylian durant milers d'anys i moltes diferents generacions...
Ganon crear un àlter ego en el Light World, el malvat mag Agahnim. Aquest conquerí el Regne d'Hyrule i matà al seu rei. Aconseguí el control del regne, i transformà els Hylian Knights en els seus seguidors. Allí, Agahnim intentà trencar el setge de Ganon, enviant i tancant les descendents dels Sages Hylian, les Seven Maidens. Així el malvat mag trencaria el setge de Ganon i aquest podria tornar a Hyrule per governar-la amb puny de ferro. Agahnim tenir èxit i poder realitzar el ritual i enviar a les Maidens, incloïen la Princess Zelda en el Dark World. Però el mag fou derrotat per Link, que aconseguir superar innumerables perills i aconseguir les Three Earrings per poder portar la Master Sword. Agahnim fou derrotat, però això no obstant, Link fou teletransportat al Dark World. Allí després de salvar a les Maidens per poder infiltrar-se a la Ganon's Tower, derrota de nou a Agahnim i el matà, i Ganon l'abandona a la seva sort sense miraments. Ganon lluitar contra Link en una baralla final, però fou derrotat i segellat de nou per les Set donzelles fins a la prosperitat.

### 1997-2001

#### Ocarina of Time
Segons els fets esmentats a Ocarina of Time (Ocarina del Temps), cada cent anys neix un nen baró entre la raça de les Gerudo (les lladrones del desert que habitaven a la Vall de Gerudo) que estava predestinat a ser-ne el rei. En aquest cas, aquest rei és el despietat Ganondorf, qui, amb l'única ambició de conquerir el món, inicia la recerca de la relíquia sagrada de les deesses, la sagrada Triforce. Segons la llegenda, la Triforce és un triangle daurat capaç de fer realitat els somnis dels mortals que hi posin les mans a sobre. És el símbol de l'equilibri del poder de les tres deesses, Din (Poder), Nayru (Saviesa), i Farore (Coratge); amb el qual van crear el món. Diu la mateixa llegenda que si un ésser de cor pur mantingués un equilibri sobre aquesta relíquia, aquesta li permitria controlar-ho tot i portar el món a una època daurada. No obstant això, si el seu posseïdor fos un ésser que, amb el cor ple d'avarícia, ambicionés únicament un dels dons i no mantingués l'equilibri de la relíquia, només hi obtindria el do desitjat, i els altres fragments de la relíquia serien atorgats a altres individus elegits per les deesses de la Triforce.
Però aconseguir la relíquia no era gens fàcil. La llegenda deia també que, per fer-ho, calia aconseguir les tres pedres espirituals: la Kokiri Esmerlad, protegida pel venerable Great Deku Tree; el Goron Ruby, guardat per Darunia (Sage of Fire) i els Goron; i el Zora Sapphire, protegit per la raça Zora i el seu rei. Però per obstacle de Ganondorf, més difícil encara, era aconseguir l'Ocarina of Time, el tresor llegendari de la Royal Family d'Hyrule, que estava en possessió de la Princess of Hyrule, Zelda. Així doncs, en Ocarina of Time, es compliria la Llegenda de la Triforce. El seu parador era el Sacred Realm (Golden Land), on Ganondorf va entrar utilitzant el jove protagonista, Link. Aquest, no conscient que Ganon l'estigués utilitzant, i per petició de Zelda, va reunir les tres Spirituals Stones i va aconseguir l'Ocarina of Time de Zelda, mentre aquesta era perseguida per Ganondorf. Tot seguit, Ganon va seguir Link, mentre aquest empunyava la Master Sword, entrant al Golden Land i posant les seves contaminades mans sobre la relíquia. Tanmateix, Ganondorf, en no ser de cor pur, només va poder aconseguir el do que més desitjava: el Poder. A la Princess Zelda li va tocar el do de la Saviesa i el jove Link el del Coratge.
Ganondorf es va autoproclamar Great King of Evil i Hyrule va caure en una època de foscor que només finalitzaria amb la derrota del malvat fetiller. Finalment, Link, que havia estat durant set anys dormint al Temple of Time, The Hero of Time, amb la Master Sword, amb l'ajuda de la Princess Zelda, que havia estat ocultada gràcies al seu àlter ego Sheik, i la dels Sages d'Hyrule, va poder vèncer Ganondorf i tancar-lo al Evil Realm (anteriorment Regne Sagrat, contaminat per la maldat d'en Ganon) per l'eternitat (concretament fins als fets de The Wind Waker). En l'última fase del combat entre Link i Ganondorf, aquest darrer va explotar el do del Poder de la Triforce convertint-se en un monstre veritable, el King of Evil, Ganon, per la tremenda ira que sentia respecte al jove portador de la Triforce del Coratge. Malgrat tot, va ser derrotat per Link i la seva llegenda va fer història durant les següents generacions d'Hyrule, com The Hero of Time.

#### Sèrie Oracle
A Oracle of Seasons i Oracle of Ages, les germanes Twinrova intenten reanimar Ganon provocant pena a Labrynna, destrucció a Holodrum i desesperació sacrificant la Princess Zelda. Tanmateix, quan Link salva Zelda, el ritual és incomplet, i, deixat sense unes altres opcions, les germanes Twinrova s'utilitzen com el sacrifici. Mentre que el King of Evil és portat de nou a la vida, Ganon no es converteix en res més que una facilitat de bèstia estúpida sobre destrucció, fracassant a retenir la seva ment a causa del sacrifici equivocat en el ritual.

### 2002 present

#### The Wind Waker
The Legend of Zelda: The Wind Waker, ens situa molts anys després dels fets d'Ocarina of Time, quan l'Hero of Time havia marxat a la seva època, i la barrera que empresonava Ganondorf s'havia trencat, deixant-lo en llibertat. La gent d'Hyrule, terroritzada per Ganon, confià que l'Hero of Time tornarià per combatre'l, però no ho va fer. Aleshores, les Goodness, per evitar que Ganondorf s'apoderés novament d'Hyrule, van prendre una terrible decisió: Provocar un Diluvi, que sepultaria Hyrule en una tomba aquàtica.
Només uns pocs van poder sobreviure a la Great Flood, a les espesses illes que eren el que romania de l'antiga Hyrule. Obsessionat, Ganondorf malda per trobar els descendents de l'heroi que el derrotà i de la Princess of Destiny amb l'esperança d'aconseguir que tornessin a posseir les Triforces dels seus antecessors, per poder prendre'ls-hi i aconseguir el seu poder per fer ressorgir Hyrule del fons de l'oceà, i regnar-hi d'una vegada per totes.
Però els seus anhels es veuen truncats quan se li enfronta el descendent de l'Hero of Time, l'anomena't Hero of Winds, que amb l'ajuda de la descendent de la Princess of Destiny, el derrotà novament, clavant-li l'arma destructora del mal, la Master Sword, al cap, convertint-lo en pedra i sepultant-lo baix l'Hyrule submergida en les aigües del gran oceà. Així, Ganondorf, una vegada més se sepultat, però novament no és destruït.
És precisament en The Legend of Zelda: The Wind Waker quan la maldat de Ganondorf comença a tenir una raó de ser. Ja no és el típic malvat genèric que es conforma en matar i destruir, és un personatge molt més profund. Traumatitzat per haver nascut en un món pobre i desgraciat (la Gerudo Valley), per haver sigut criat per dues despietades bruixes (Koume i Kotake), desitja per sobre de tot governar el magnífic Regne d'Hyrule, encara que hagi d'acabar amb el jove Link o amb la Princesa Zelda. Desitja per a ell un món prospector, una cosa que mai va poder aconseguir al seu territori Gerudo. El personatge esdevé, així, al·legòric. Representa l'enveja i l'ambició, així com la maldat que aquestes comporten.

#### Four Swords Adventures
En Four Swords Adventures, Ganondorf és pel que sembla donat un back-story nou a ell. S'explica que un Gerudo nomenat Ganondorf en el passat hagi robat un Trident (Trident of Power) que li dona poders increïbles. Amb aquesta arma, comença a agafar control de territoris d'Hyrule, estenent el mal i creant un exèrcit de Dark Link. Quan una Zelda preocupat i Link comprovar la foca al Santuari de la Four Sword, un Dark Link es mostra i comença a atacar-los. No tenint cap arma per defensar-se, Link no té cap elecció però empenyer la llegèndaria espasa, alliberant el Wind Mage, Vaati, una vegada més. Tanmateix, això era tot part del pla de Ganon. Ganon planejava utilitzar Vaati com a titella indirectament de manera que les seves accions la afavoressin, sense que Vaati ho sabés. Tanmateix, quan es destrueix Vaati i es descobreix que Ganon és la causa de tot, Link i Zelda el fan desaparèixer després de Vaati. Com a The Wind Waker, Link i Zelda s'associen per derrotar Ganon. Finalment derrotat, Ganon se segella dins de la Four Sword.

#### Twilight Princess
El videojoc de The Legend of Zelda: Twilight Princess ens situa cent anys després dels fets d'Ocarina of Time en l'etapa de l'Hero of Time, quan aquest era un nen. Ganon retornà en aquest. En aquest joc, per primera vegada, les ambicions d'en Ganon varien respecte a les anteriors entregues. Ja no està obsessionat a aconseguir novament la llegendària Golden Relic, com havia estat sempre en la franquícia de The Legend of Zelda. En aquesta nova entrega, el màxim anhel del Dark Lord és fusionar el món lluminós d'Hyrule amb el més enllà, l'anomenat Twilight Realm, per crear un món caòtic i d'ombres on poder governar-hi com a King, provocant la Invasió de Zant sobre Hyrule.
Fa molt de temps, molt abans de l'inici del joc, Ganondorf varà sofrir una execució fallida en el Mirror Chamber els Sages del Mirror of Twilight, on fou tancat després en el Twilight Realm (en dita execució matà un savi, concretament el de l'aigua). De fet la ferida que llueix en el pit és degut a la fallida execució, on li clavaren una espasa àziga, però sobrevisqué gràcies a la Triforce del Poder (de fet l'espasa que utilitzà en el combat final és la mateixa que li varen clavar els Sages). Ganon durant segles varà pervivir com a esperit, dormint. Llavors es despertà quan troba el Twili Zant, que anhelava el poder il·limitat i esser King del Twilight Realm.
Presentant-se com un Déu, Ganon enganya Zant; li donaria part del seu poder màgic, a canvi de què ell pogués alliberar-lo del Twilight i conquerir el món d'Hyrule. Ganon utilitzà al Usurper King, per poder tornar a Hyrule, el conegut Light World. Així, el malvat tornà a Hyrule i va establir novament la seva maldat juntament amb el tirà Twili i habità el Castell d'Hyrule, on tindria Zelda empresonada fins que el jove Link la salvés.
Després de la derrota d'en Zant a mans de la Twilight Princess, Midna, i del jove que l'acompanyava, Ganon va preveure que voldrien derrocar-lo, ja que ell era l'autor del malefici que tenia retinguda a Midna transformada. Una vegada aquests van arribar al seu castell per combatre'l, Ganondorf va derrotar la Twili, però al seu torn va ser vençut pel jove Link d'Ordon, portador de la Master Sword i de la marca de la Triforce del Valor. Inexplicablement, i no se sap ben bé com, quan Ganon es moria, el seu antic deixeble, Zant que havia sobreviscut com a esperit, el traeix i el mata, com a venjança per haver-lo utilitzat. Tot així, aquest fet podria ser una simple especulació. També podria significar que mentre Ganon morís, Zant a la mateixa hora també ho fes i el lligam que els mantingués junts els obligués a fer-ho, perquè amb anterioritat, en el Palace of Twilight, el malvat Twili ja havia estat mort per Midna.

### Altres aparicions
Ganondorf és un caràcter controlable en Super Smash Bros. Melee, i és basat sobre la seva aparició en la demostració de SpaceWorld, que fins i tot empunya la gran espasa que portava en una de les seves poses de victòria (encara que no el pot utilitzar en el combat). És un dels quatre caràcters de la sèrie Zelda per ser jugable en el joc. A Melee, se l'envia pel nom complet, "Ganondorf", i és un "clon" més lent, més pesat, i més fort del Capità Falcon, realitzant principalment els mateixos atacs i moviments (encara que els seus A regulars cordinen atacs diferents i alguns altres són diferents). En una entrevista recent, Eiji Aonuma revelava que el seu equip de disseny havia presentat dissenys per a Ganondorf i Sheik i desenvolupats per Super Smash Bros. Brawl, qué més tard seria revelat juntament amb l'àlter ego de Zelda.
Ganondorf torna a Super Smash Bros. Brawl com personatge jugable; això si, ha d'ésser desbloquejat, ja que és un personatge secret. Amb l'aspecte de Twilight Princess, Ganondorf no ha sofert greus canvis des del Melee en atacs, encara que sí que ha guanyat més pes i, suposadament, més força; i a més alguns atacs han canviat des del seu predecessor. Ganon en aquesta entrega no utilitzarà l'espasa com molts creien, però utilitzarà l'espasa dels Sages del Mirror of Twilight (de Twilight Princess) per riure's del rival. El Final Smash (Smash Final) de Ganondorf és Dark Beast Ganon (Bèstia de les Tenebres).
Ganondorf és un dels principals antagonistes en el mode aventura The Subspace Emissary (Emissari Subespacial). De fet ell controla el Subspace Army (Exèrcit del Subespai) i l'administra sota les ordres del seu superior... el creador del món de Super Smash Bros. ... Master Hand. Ell el superior directe de Bowser, l'Ancient Minister i de Wario, així com de tots el bosses del joc. Ganondorf complia les ordres de Master Hand, però lo que ell no sabia, és que Master Hand i ell estaven sent controlats per l'antagonista principal del joc, un ésser terrible i malvat, pràcticament totpoderós... Tabuu.